# Relaciones República del Congo-Venezuela
Las relaciones República del Congo-Venezuela se refieren a las relaciones internacionales que existen entre la República del Congo y Venezuela. Ambos países son miembros de la Organización de Países Exportadores de Petróleo (OPEP).

## Historia
El 20 de marzo de 2012 la República del Congo abrió una misión diplomática en Caracas.
Después de las elecciones presidenciales de Venezuela de 2018, donde Nicolás Maduro fue declarado como ganador, el presidente de la República del Congo, Denis Sassou-Nguesso, reconoció los resultados y extendió sus felicitaciones a Maduro.
El 22 de febrero de 2018 el ministro de relaciones exteriores de Venezuela, Jorge Arreaza, visitó la República del Congo durante una gira oficial en la región y sostuvo una reunión bilateral con el canciller del país, Jean-Claude Gakosso, en Brazzaville. Arreaza se reunió con el presidente Sassou-Nguesso al día siguiente. El 10 de julio de 2020 autoridades de las agencias de noticias estatales de la República del Congo y de Venezuela realizaron una reunión mediante videoconferencia. Entre los temas de discusión estuvo un proyecto de memorándum de entendimiento en el ámbito de los medios de comunicación.

## Misiones diplomáticas
- La República del Congo cuenta con una misión diplomática en Caracas.[1]
- Venezuela cuenta con una embajada en Brazzaville.[7]